# Srbobran, Serbia
Srbobran (în sârbă Србобран), până în 1922 Sentomaš (în sârbă Сентомаш), este un oraș situat în partea de nord-vest a Serbiei, în Voivodina, în Districtul Bačka de Sud. Este reședința comunei Srbobran.

## Personalități născute aici
- Nándor Gion (n. 1940), scriitor maghiar.